# Mike Hawthorn
John Michael Hawthorn (Mexborough, Yorkshire, Inglaterra, Reino Unido; 10 de abril de 1929-Onslow Village, Guildford, Surrey, Inglaterra, Reino Unido; 22 de enero de 1959) más conocido como Mike Hawthorn, fue un piloto de automovilismo británico. Obtuvo el Campeonato Mundial de Fórmula 1 en 1958, acabó tercero en 1954 y cuarto en 1953 y 1957. Obtuvo tres victorias y 17 podios en 47 Grandes Premios disputados, en su mayoría con la Scuderia Ferrari. Fue un causante directo del Desastre de Le Mans de 1955.

## Trayectoria
Hawthorn posee el dudoso honor de haber ganado las 24 Horas de Le Mans de 1955. El británico fue quien provocó el accidente al frenar repentinamente para entrar en boxes, provocando que el piloto que estaba detrás de él se tuviera que desviar, y siendo chocado por un tercer piloto que salió despedido hacia la multitud, este trágico accidente acabó con la vida del piloto Pierre Levegh, del tercer vehículo y aproximadamente otros 80 espectadores en aquella edición, y es conocido como el desastre de Le Mans. Fue el accidente más trágico de la historia del automovilismo pero, a pesar de su magnitud, la prueba no fue suspendida, lo que le permitió alzarse con la victoria a los mandos de su Jaguar.
Hawthorn fue el primer británico en alcanzar la cima de la categoría en la temporada 1958. Es, además, junto a Keke Rosberg, el piloto con menos victorias en una temporada que haya logrado proclamarse campeón del mundo en la misma, con tan solo un triunfo, en el Gran Premio de Francia.
Una victoria y siete podios le permitieron vencer a su compatriota Stirling Moss, a pesar de que este contó con cuatro triunfos. Esto se debió en gran parte gracias a la caballerosidad del segundo, que defendió a Hawthorn ante la sanción que se le aplicó en el Gran Premio de Portugal, y sin cuya colaboración en el proceso habría finalmente decantado el título de su lado.
Tras ganar el campeonato, Hawthorn anunció automáticamente su retirada del automovilismo, influenciado en gran parte por la facilidad para encontrar la muerte que experimentaban los corredores en aquella época, debido a las deficientes medidas de seguridad, tanto de los circuitos como de los monoplazas. Además, dos compañeros suyos en Ferrari, el británico Peter Collins y el italiano Luigi Musso, habían fallecido por ese motivo a mediados de la temporada.
Sin embargo, tan solo tres meses después de obtener el título mundial, el 22 de enero de 1959, Hawthorn falleció a la edad de 29 años en un accidente de tráfico con su automóvil. Una de las calles de Farnham, la ciudad donde vivió hasta el final de su vida, lleva su nombre.

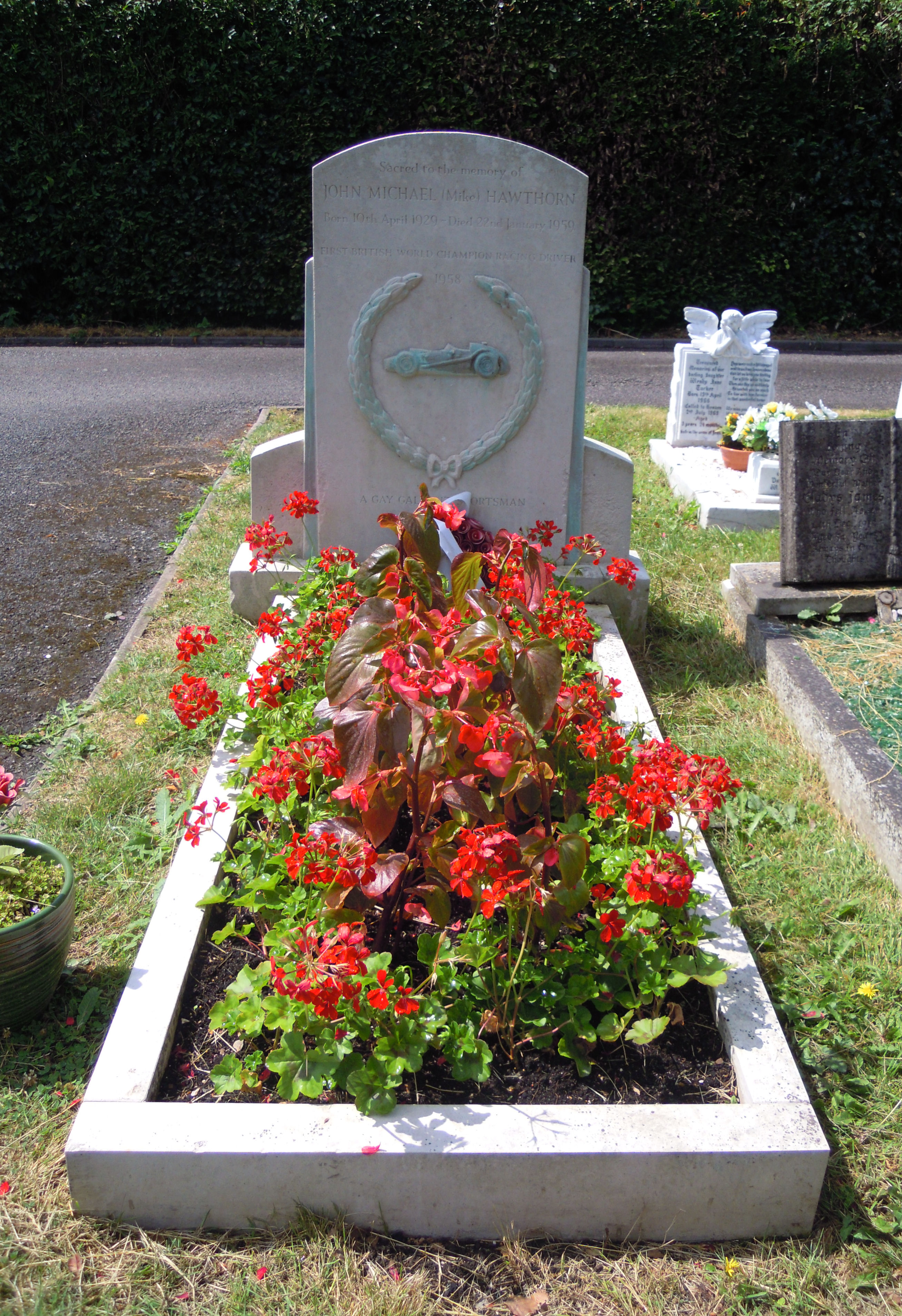
Tumba de Hawthorn en el Cementerio de West Street en Farnham.

## Resultados

### Fórmula 1
(Clave) (negrita indica pole position) (cursiva indica vuelta rápida)

| Año     | Escudería                | 1       | 2       | 3      | 4       | 5       | 6       | 7       | 8       | 9     | 10    | 11    | Pos. | Puntos  |
| ------- | ------------------------ | ------- | ------- | ------ | ------- | ------- | ------- | ------- | ------- | ----- | ----- | ----- | ---- | ------- |
| 1952    | Leslie D. Hawthorn       | SUI     | 500     | BEL 4  |         | GBR 3   | GER     | NED 4   | ESP Ret |       |       |       | 6.º  | 10      |
| 1952    | AHM Bryde                |         |         |        | FRA Ret |         |         |         |         |       |       |       | 6.º  | 10      |
| 1953    | Scuderia Ferrari         | ARG 4   | 500     | NED 4  | BEL 6   | FRA 1   | GBR 5   | GER 3   | SUI 3   | ESP 4 |       |       | 4.º  | 19 (27) |
| 1954    | Scuderia Ferrari         | ARG DSQ | 500     | BEL 4‡ | FRA Ret | GBR 2   | GER 2‡  | SUI Ret | ITA 2   | ESP 1 |       |       | 3.º  | 24 9⁄14 |
| 1955    | Vandervell Products      | ARG     | MON Ret | 500    | BEL Ret |         |         |         |         |       |       |       | 26.º | 0       |
| 1955    | Scuderia Ferrari         |         |         |        |         | NED 7   | GBR 6   | ITA 10  |         |       |       |       | 26.º | 0       |
| 1956    | Owen Racing Organisation | ARG 3   | MON DNS | 500    | BEL DNS |         | GBR Ret | GER     | ITA     |       |       |       | 12.º | 4       |
| 1956    | Vandervell Products      |         |         |        |         | FRA 10‡ |         |         |         |       |       |       | 12.º | 4       |
| 1957    | Scuderia Ferrari         | ARG Ret | MON Ret | 500    | FRA 4   | GBR 3   | GER 2   | PES     | ITA 6   |       |       |       | 4.º  | 13      |
| 1958    | Scuderia Ferrari         | ARG 3   | MON Ret | NED 5  | 500     | BEL 2   | FRA 1   | GBR 2   | GER Ret | POR 2 | ITA 2 | MAR 2 | 1.º  | 42 (49) |
| Fuente: |                          |         |         |        |         |         |         |         |         |       |       |       |      |         |

### 24 Horas de Le Mans
| Año     | Equipo           | Copilotos       | Automóvil                              | Clase | Vueltas | Pos. | Pos. Clase |
| ------- | ---------------- | --------------- | -------------------------------------- | ----- | ------- | ---- | ---------- |
| 1953    | Scuderia Ferrari | Giuseppe Farina | Ferrari 340 MM Pinin Farina Berlinetta | S5.0  | 12      | DSQ  | DSQ        |
| 1955    | Jaguar Cars Ltd. | Ivor Bueb       | Jaguar D-Type                          | S5.0  | 307     | 1.º  | 1.º        |
| 1956    | Jaguar Cars Ltd. | Ivor Bueb       | Jaguar D-Type                          | S5.0  | 280     | 6.º  | 3.º        |
| 1957    | Scuderia Ferrari | Luigi Musso     | Ferrari 335 S                          | S5.0  | 56      | DNF  | DNF        |
| 1958    | Scuderia Ferrari | Peter Collins   | Ferrari 250 TR 58                      | S3.0  | 112     | DNF  | DNF        |
| Fuente: |                  |                 |                                        |       |         |      |            |

| Predecesor: Juan Manuel Fangio | Campeón de Fórmula 1 1958 | Sucesor: Jack Brabham |